# Fontaine-le-Bourg

Fontaine-le-Bourg este o comună în departamentul Seine-Maritime, Franța. În 1 ianuarie 2022 avea o populație de 1.883 de locuitori.